# Districts du canton de Lucerne

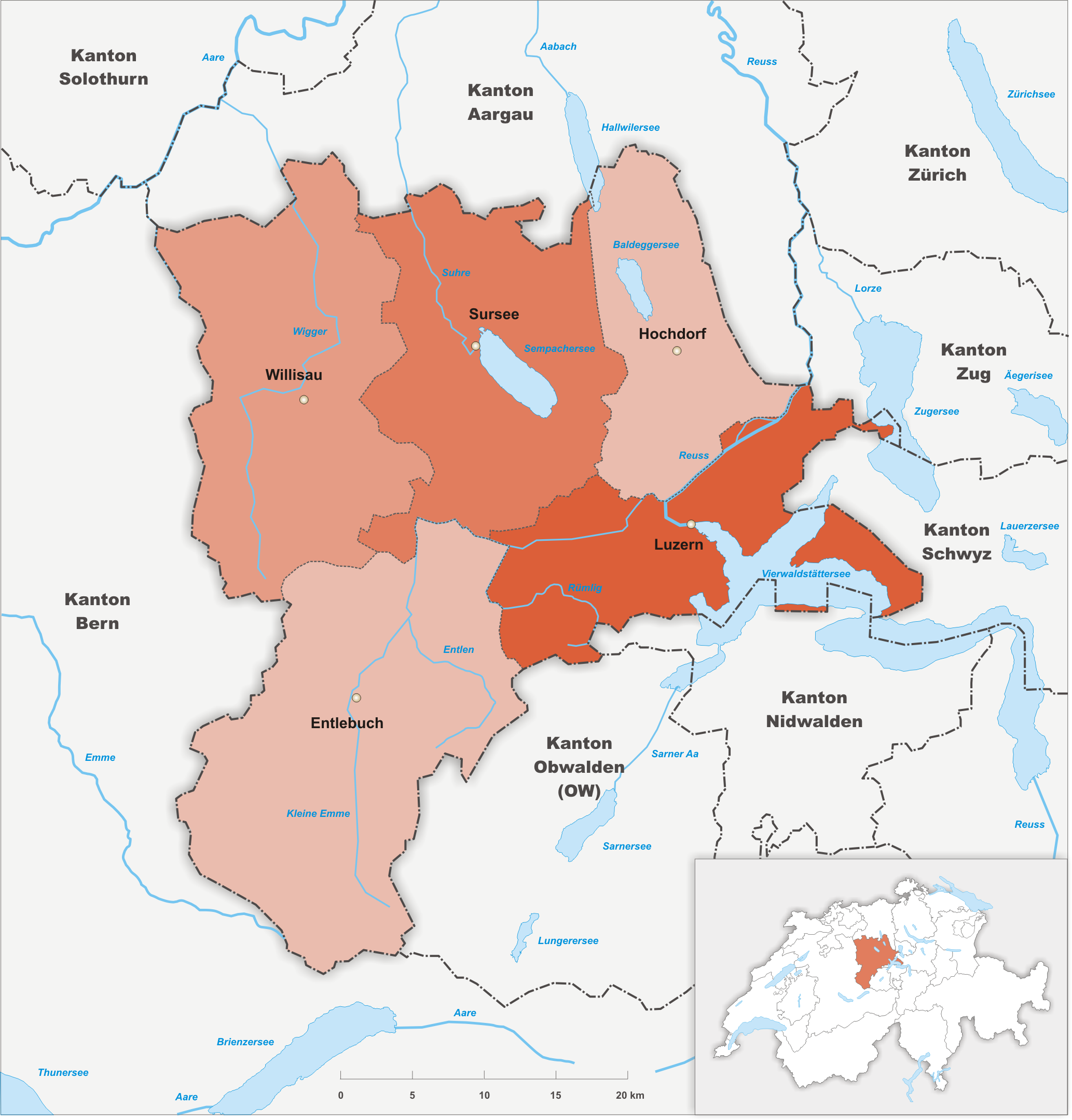
Carte du canton de Lucerne présentant sa division en districts.

Cet article présente une liste des anciens districts du canton de Lucerne.
Depuis le 1er janvier 2013, les districts du canton de Lucerne sont remplacés par des arrondissements électoraux qui n'ont pour but que de servir de circonscriptions pour les élections cantonales.

## Liste
En décembre 2008, le canton de Lucerne compte 5 districts (Amt en allemand, Ämter au pluriel). Tous ont l'allemand pour langue officielle.
| Nom       | Chef-lieu  | Communes | Population (2007) | Superficie (km²) | Densité (hab./km²) |
| --------- | ---------- | -------- | ----------------- | ---------------- | ------------------ |
| Entlebuch | Schüpfheim | +09,     | +018 346,         | +410,21          | +044,72            |
| Hochdorf  | Hochdorf   | +20,     | +063 209,         | +177,43          | +356,25            |
| Lucerne   | Lucerne    | +19,     | +164 271,         | +216,72          | +757,99            |
| Sursee    | Sursee     | +24,     | +066 251,         | +287,33          | +230,57            |
| Willisau  | Willisau   | +24,     | +047 033,         | +337,42          | +139,39            |
| Total     |            | 96       | 359 110           | 1 429            | 251,28             |

Le canton s'étend également sur une partie du lac de Baldegg (5,23 km²) et des lacs de Hallwil (1,52 km²), de Sempach (14,38 km²), de Zoug (2,42 km²) et des Quatre Cantons  (40,78 km²) qui n'appartient à aucun district (ou aucune commune) ; le total de superficie mentionné dans le tableau la prend en compte.